# غيبهزيه
غبزي (بالألمانية: Gebesee) هي بلدة ألمانية تقع في ألمانيا في تورينغن.  يقدر عدد سكانها بـ 2,259 نسمة .

## المدن التوأمة
مدينة Haßloch هي مدينة توأمة لـغبزي.